# Танаджиб – Беррі
Танаджиб – Беррі – складова трубопровідної інфраструктури газопереробного заводу Беррі, що працює на сході Саудівської Аравії.
У Танаджиб розташована центральна установка підготовки, що обслуговує  супергігантське офшорне нафтове родовище Марджан. Виділений тут попутний газ з 1985-го стало можливим подавати до газопереробного заводу Беррі, для чого проклали трубопровід TNBGT-1 (Tanajib Berri Gas Trunkline-1). Він має довжину 145 км та виконаний в діаметрів 750 мм.
З 2007-го також виникла можливість передавати ресурс на новий газопереробний завод Хурсанія, до якого проклали перемичку довжиною 10 км з діаметром 500 мм.
Можливо також відзначити, що наприкінці 2010-х в район Танаджиб вивели газопровід Хафджи – Танаджиб, який подає попутний газ, що потребує підготовки, з нейтральної зони на кордоні з Кувейтом.